# Arapongas Esporte Clube
Arapongas Esporte Clube je brazilský fotbalový klub z Arapongas. Klub byl založen v roce 1974 a svoje domácí utkání hraje na Estádio dos Pássaros s kapacitou 10 440 diváků.